# Adolph Sutro
Pour les articles homonymes, voir Sutro.
Adolph Heinrich Joseph Sutro (29 avril 1830 – 8 août 1898) est un entrepreneur et homme politique américain d'origine allemande. Il fut maire de San Francisco.

## Biographie
Né en 1830 à Aix-la-Chapelle, alors en Prusse, d'origine juive, Adolph Heinrich Joseph Sutro arrive aux États-Unis à l'âge de 20 ans, au moment de la ruée vers l'or en Californie. En 1860, il s'installe sur le Comstock Lode, dans le Nevada, et projette de percer un tunnel pour drainer l'eau des mines, mais doit attendre neuf ans pour mettre ce projet en œuvre. Il investit dans une raffinerie de métal à Dayton (Nevada), non loin de là où sera percé le tunnel, à une dizaine de kilomètres de Carson City, sur la rivière Carson.
Le 7 avril 1869, le feu prend à 250 mètres sous terre : c'est le Yellow Jacket Disaster, le plus grave de l'histoire du Nevada, qui cause la mort de 35 mineurs, de l'air asphyxiant s'étant répandu dans les mines Yellow Jacket et Kentuck et Crown Point.
L'accident amène leur syndicat à exiger de meilleures conditions de sécurité. John P. Jones, le directeur de la mine de Crown Point est accusé par le banquier William Sharon d'avoir déclenché le feu pour manipuler les cours de la société.
Adolph Sutro a alors creusé un tunnel, le tunnel Sutro, à la dynamite, qui va permettre d'éliminer des galeries de mines l'eau jaillissante, parfois soudainement, à 70 ou 75 degrés, mais aussi de ventiler car l'air est à la même température. Entre-temps, une petite ligne de chemin de fer, la Virginia and Truckee Railroad permet d'évacuer le minerai. Découvrant que son entreprise ne serait pas rentable, il a vendu ses actions dès la fin des travaux, en 1878 et est ensuite parti à San Francisco, pour investir dans l'immobilier puis devenir maire de cette ville.
Ses nombreux placements immobiliers incluent l'actuel mont Sutro, d'abord connu sous le nom de « mont Parnasse », actuellement occupé par l'université de Californie, ainsi qu'une statue de la Liberté de 14 mètres de haut. Ces deux lieux célèbres de San Francisco ont été conçus par Sutro, considéré comme le bienfaiteur de la ville, à la fin de sa vie. Il a aussi fait construire dans la ville des bains publics, les Sutro Baths sous forme d'un luxueux établissement balnéaire, alimenté par de l'eau chaude et a soutenu le parti populiste. Il a laissé une riche collection de livres, chroniques, manuscrits et documents sur l'histoire du Mexique et de la Californie.